# Федченко, Иван Кириллович
Иван Кириллович Федченко (1904—1976) — советский учёный в области электроэнергетики, доктор технических наук, профессор, заведующий кафедрой техники высоких напряжений Киевского политехнического института.

## Биография
Родился 26 сентября 1904 года, в городе Кролевец (Украина). Член партии с 1926 г.
После окончания электротехнического факультета Киевского политехнического института (1930) был оставлен в аспирантуре на кафедре электрических сетей и техники высоких напряжений. Затем прошёл стажировку в отделе высоких напряжений ВЭИ им. В. И. Ленина и продолжил работу в КПИ.
В 1936 г. защитил кандидатскую диссертацию на тему, связанную с измерением перенапряжений в высоковольтных линиях электропередач.
Сразу после начала войны добровольцем ушёл на фронт (его возраст в то время ещё подлежал мобилизации). Инженер-капитан, места службы: 11 гв. армия; штаб 1 УкрФ; штаб 11 гв. армии 3 БелФ. Награждён орденами Красной Звезды и Отечественной войны II степени, медалями «За взятие Кенигсберга», «За победу над Германией в Великой Отечественной войне 1941—1945 гг.».
После войны вернулся в институт и участвовал в его восстановлении.
В монографии «Теория земляного провода» предложил новый метод расчета эквивалентного поперечного сечения и глубины залегания «земляного провода» в однородном и двухслойном грунте с разными удельными проводимостями слоев.
В 1951 г. защитил докторскую диссертацию и после утверждения в ученом звании профессора (1954) был назначен заведующим кафедрой техники высоких напряжений КПИ.
За научную работу награждён двумя орденами Трудового Красного Знамени.
Умер в 1976 г. после тяжелой болезни.

## Сочинения
- Теория земляного провода [Текст]. — Киев : Технiка, 1964. — 110 с. : черт.; 20 см.
- Техника высоких напряжений [Текст] : спецвопросы : [Учеб. пособие для электротехн. фак. вузов УССР]. — Киев : Гостехиздат УССР, 1963. — 320 с. : ил.; 26 см.
- Техника высоких напряжений [Текст] : Испытательные установки и методы испытания выключающих аппаратов высокого напряжения : [Учеб. пособие для электроэнерг. вузов и фак.]. — Киев : Вища школа, 1969. — 323 с. : черт.; 27 см.
- Измерение температуры электрической дуги [Текст] / И. К. Федченко, С. А. Соколовский. — Киев : Технiка, 1966. — 154 с. : черт.; 21 см.
- Коэффициенты связи линий электропередачи при импульсной короне [Текст] / И. К. Федченко, Б. Н. Кондра. — Киев : Технiка, 1968. — 119 с. : черт.; 16 см.
- Расчет напряжения при испытаниях электрооборудования грозовыми импульсами [Текст] / И. К. Федченко, С. А. Соколовский, О. С. Ильенко. — Киев : Вища школа. Изд-во при Киев. ун-те, 1979. — 79 с. : ил.; 20 см.